# 京都光华女子大学短期大学部
京都光华女子大学短期大学部（日语：／ Kyōto Kōka Joshi Daigaku Tanki Daigakubu *），简称光華短大（こうかたんだい）是一所位于日本京都府京都市右京区的私立短期大学。前光华女子短期大学（日语：／ Kōka Joshi Tanki Daigaku *）。

## 概要

### 简介
- 学校最早可以追溯到1939年[1]。短期大学为于1950年开办[1]、由学校法人光华女子学园经营、来源于亲鸾的净土真宗思想。

### 历史
- 1950年 光华女子短期大学成立并同时设置文科和家政科[1]。
- 1963年 文科招生最后[2]。
- 1965年 今年3月31日文科正式停办[2]。
- 1987年 家政科分离为两个专攻（生活科学专攻、生活文化专攻）[1]。
- 1993年 家政科变更为生活学科[1]。
- 1995年 生活学科生活科学专攻分离为三个专攻（生活设计专攻、伙食专攻、生活信息专攻）[1]。
- 1997年 营养专攻专攻成立于生活学科[1]。
- 1999年 生活学科生活文化专攻招生最后[2]。
- 2000年 改校名为光华女子大学短期大学部、生活学科变更为生活环境学科[1]。
- 2001年 改校名为京都光华女子大学短期大学部、生活环境学科两个专攻（伙食专攻、营养专攻）各自招生最后[2]。
- 2003年 今年9月30日生活学科两个专攻（伙食专攻[注 6]、营养专攻）各自正式停办[2]。
- 2005年 生活环境学科两个专攻（生活设计专攻、生活信息专攻）招生最后[2]。
- 2006年 生活环境学科变更为生活设计学科、儿童保育学科[注 2]成立[1]。
- 2014年 儿童保育学科[注 2]招生最后[3]。

### 宪章
- 请参看京都光华女子大学短期大学部的标志 （页面存档备份，存于） （日語） 2014年1月5日阅览。

## 学校环境
- 校区：在京都府京都市右京区

## 历任校长
- 一乡正道：现在短期大学校长[4]

## 组织

### 学科
- 生活设计学科[注 1]
- 儿童保育学科[注 2]

### 前学科
- 文科[注 3]
- 生活学科
  - 生活文化专攻[注 4]
  - 生活设计专攻[注 5]
  - 伙食专攻[注 6][注 7]
  - 生活信息专攻[注 5]
  - 营养专攻[注 7]
- 儿童保育学科

### 专科
| - 没有 |

### 业余课程
| - 没有 |

### 附属机关
| - 图书馆 |

## 相关链接
- 日本短期大学列表
- 京都光华女子大学：后来校